# Ց
Ts'o, o C'o (mayúscula: Ց; minúscula: ց; en armenio: ցո; en armenio clásico: ցօ) es la trigésimo tercera letra del alfabeto armenio. Representa la africada alveolar aspirada sorda /t͡sʰ/ en ambos variedades del idioma armenio. Se suele ser romanizado con la letra C’. Creada por Mesrop Mashtots en el siglo V d. C., tiene un valor numérico de 6000. Su forma en mayúscula es visualmente similar a otra letra armenia, Hi (Յ) o al número 8. Su forma en minúscula también es similar a la forma minúscula de la letra latina G (g). En la letra manuscrita, ambas letras son similares a la letra Y.

## Galería

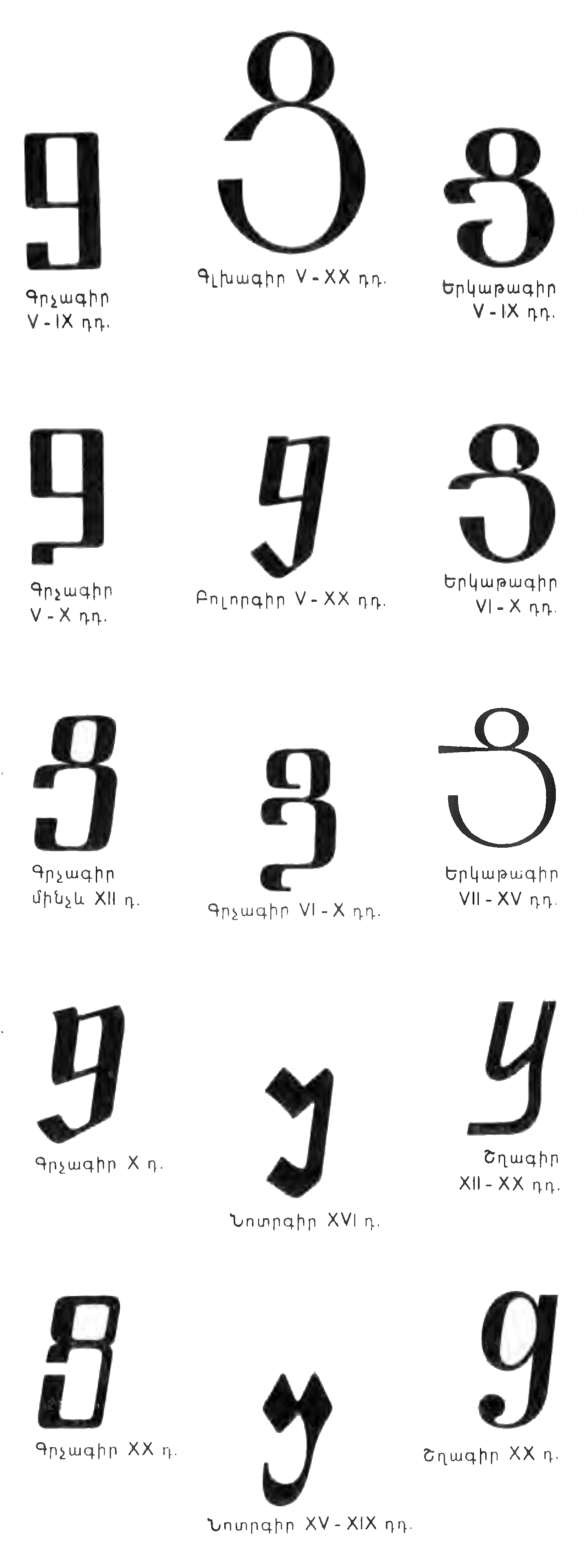
Varias fuentes históricas

Erkat'agir
Grchagir
Bolorgir
Notrgir
Shghagir
Forma tipográfica
Forma manuscrita
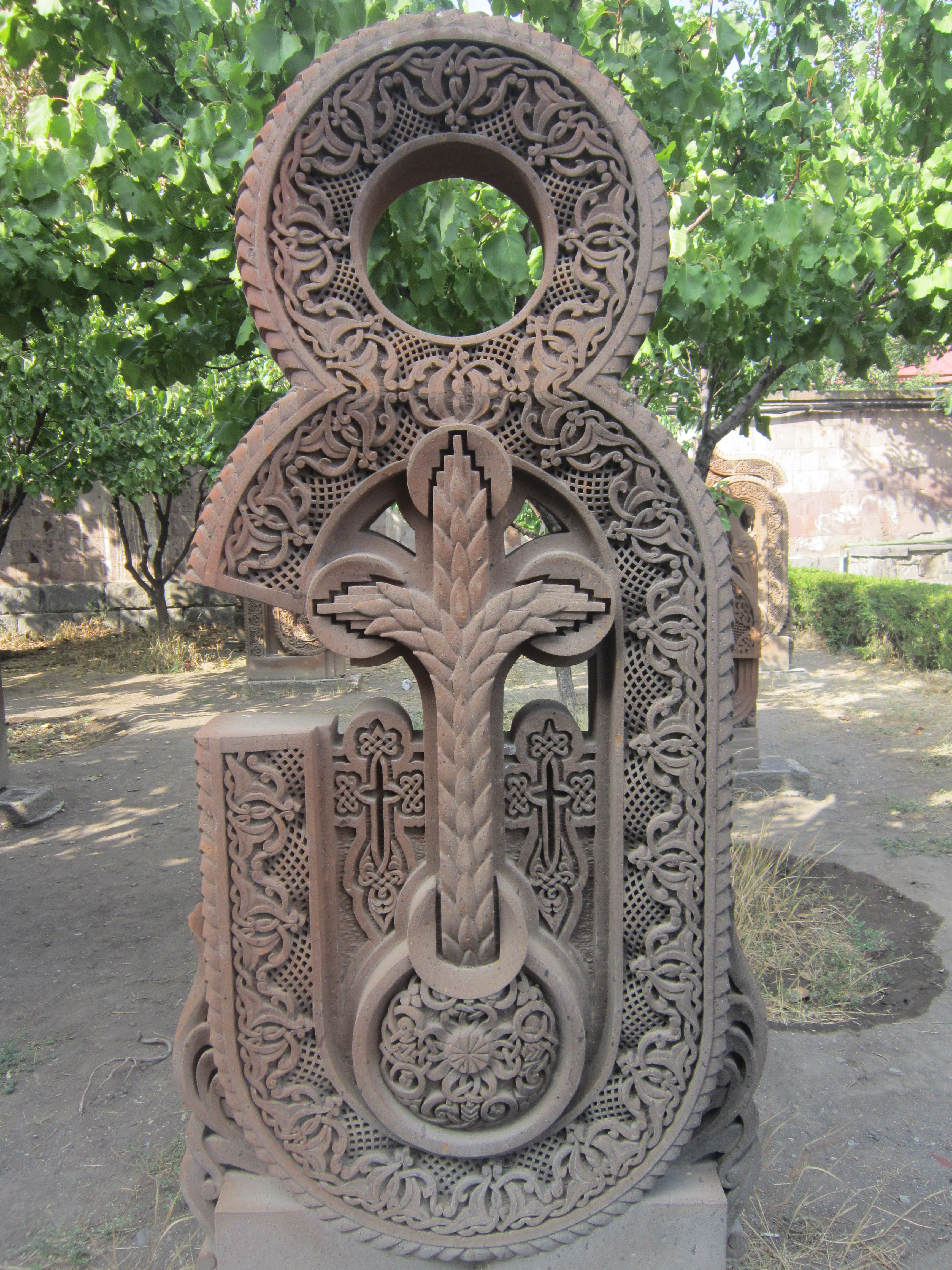
Khachkar en la forma de la letra Ց

## Codificación
| Carácter      | Ց                          | Ց                          | ց                        | ց                        |
| ------------- | -------------------------- | -------------------------- | ------------------------ | ------------------------ |
| Unicode       | ARMENIAN CAPITAL LETTER CO | ARMENIAN CAPITAL LETTER CO | ARMENIAN SMALL LETTER CO | ARMENIAN SMALL LETTER CO |
| Codificación  | decimal                    | hex                        | decimal                  | hex                      |
| Unicode       | 1361                       | U+0551                     | 1409                     | U+0581                   |
| UTF-8         | 213 145                    | D5 91                      | 214 129                  | D6 81                    |
| Ref. numérica | &#1361;                    | &#x551;                    | &#1409;                  | &#x581;                  |